# Chaetopleura
Chaetopleura is een geslacht van keverslakken uit de familie Ischnochitonidae.  

## Soorten
- Chaetopleura angulata (Spengler, 1797) - Grote traliekeverslak
- Chaetopleura apiculata (Say, 1830)
- Chaetopleura euryplax Berry, 1945
- Chaetopleura sowerbiana (Reeve, 1847)
- Chaetopleura spinulosa (Gray, 1828)
- Chaetopleura (Chaetopleura) angolensis Thiele, 1909
- Chaetopleura (Chaetopleura) angulata (Spengler, 1797)
- Chaetopleura (Chaetopleura) apiculata (Say in Conrad, 1834)
- Chaetopleura (Chaetopleura) asperior (Carpenter in Pilsbry, 1892)
- Chaetopleura (Chaetopleura) asperrima (Couthoy MS, Gould, 1852)
- Chaetopleura (Chaetopleura) benaventei Plate, 1899
- Chaetopleura (Chaetopleura) benguelensis Kaas & Van Belle, 1987
- Chaetopleura (Chaetopleura) biarmata Rochebrune, 1882
- Chaetopleura (Chaetopleura) brucei Iredale in Melvill & Standen, 1912
- Chaetopleura (Chaetopleura) debruini (Strack, 1996)
- Chaetopleura (Chaetopleura) fernandensis Plate, 1899
- Chaetopleura (Chaetopleura) gambiensis (Rochebrune, 1881)
- Chaetopleura (Chaetopleura) hanselmani (Ferreira, 1982)
- Chaetopleura (Chaetopleura) hennahi (Gray, 1828)
- Chaetopleura (Chaetopleura) isabellei (d'Orbigny, 1841)
- Chaetopleura (Chaetopleura) lurida (Sowerby in Broderip & Sowerby, 1832)
- Chaetopleura (Chaetopleura) papilio (Spengler, 1797)
- Chaetopleura (Chaetopleura) pertusa (Reeve, 1847)
- Chaetopleura (Chaetopleura) peruviana (Lamarck, 1819)
- Chaetopleura (Chaetopleura) pomarium Barnard, 1963
- Chaetopleura (Chaetopleura) pustulata (Krauss, 1848)
- Chaetopleura (Chaetopleura) roddai Ferreira, 1983
- Chaetopleura (Chaetopleura) shyana Ferreira, 1983
- Chaetopleura (Chaetopleura) sowerbyana (Reeve, 1847)
- Chaetopleura (Chaetopleura) staphylophera Lyons, 1985
- Chaetopleura (Chaetopleura) unilineata Leloup, 1954
- Chaetopleura (Pallochiton) gemma Dall, 1879
- Chaetopleura (Pallochiton) lanuginosa